# Vestalen

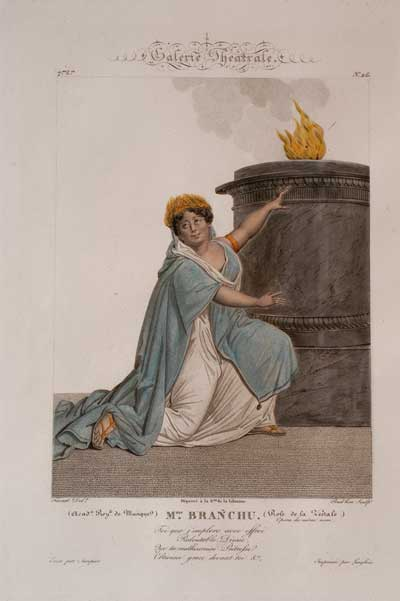
Den franska operasångerskan Caroline Branchu som Julia 1807.

Vestalen (franska: La vestale) är en opera (tragédie lyrique) i tre akter (fyra scener) med musik av Gaspare Spontini. Libretto av Étienne de Jouy.

## Historia
Texten skrevs för Boieldieu, som dock inte använde den, och den erbjöds därefter Méhul. Denne avböjde, men Spontini förstod att tillvarata möjligheterna trots den stela karaktärsteckningen. Operan uruppfördes den 16 december 1807 på Opéra i Paris och ledde till omedelbar berömmelse för Spontini. Den gavs 213 gånger på Parisoperan de femtio följande åren och uppfördes på de flesta av världens operascener. Vestalen är den enda av Spontinis många operor som ännu i någon mån spelas. Med Vestalen etablerade sig Spontini som Glucks arvtagare. Hans verk representerar övergången från dennes klassicism till de stora heroiska verk som skulle komma att prägla 1800-talets franska opera. 
Den svenska premiären ägde rum på Stockholmsoperan den 3 januari 1823.
Den italienske kompositören Mercadante skrev också en opera på samma tema La Vestale, men där dör Julia.

## Personer
- Licinius, en romersk fältherre (tenor)
- Cinna, legionens kommendant (tenor)
- Pontifex Maximus (bas)
- Översteprästen (bas)
- Julia, en ung vestal (sopran)
- Vestalernas översteprästinna (mezzosopran)
- Vestaler, präster, kvinnor, flickor, senatorer, konsuler, liktorer, legionärer, gladiatorer, barn, musiker, slavar och fångar (kör, statister)

## Handling
Operan utspelas i antikens Rom.
Akt I

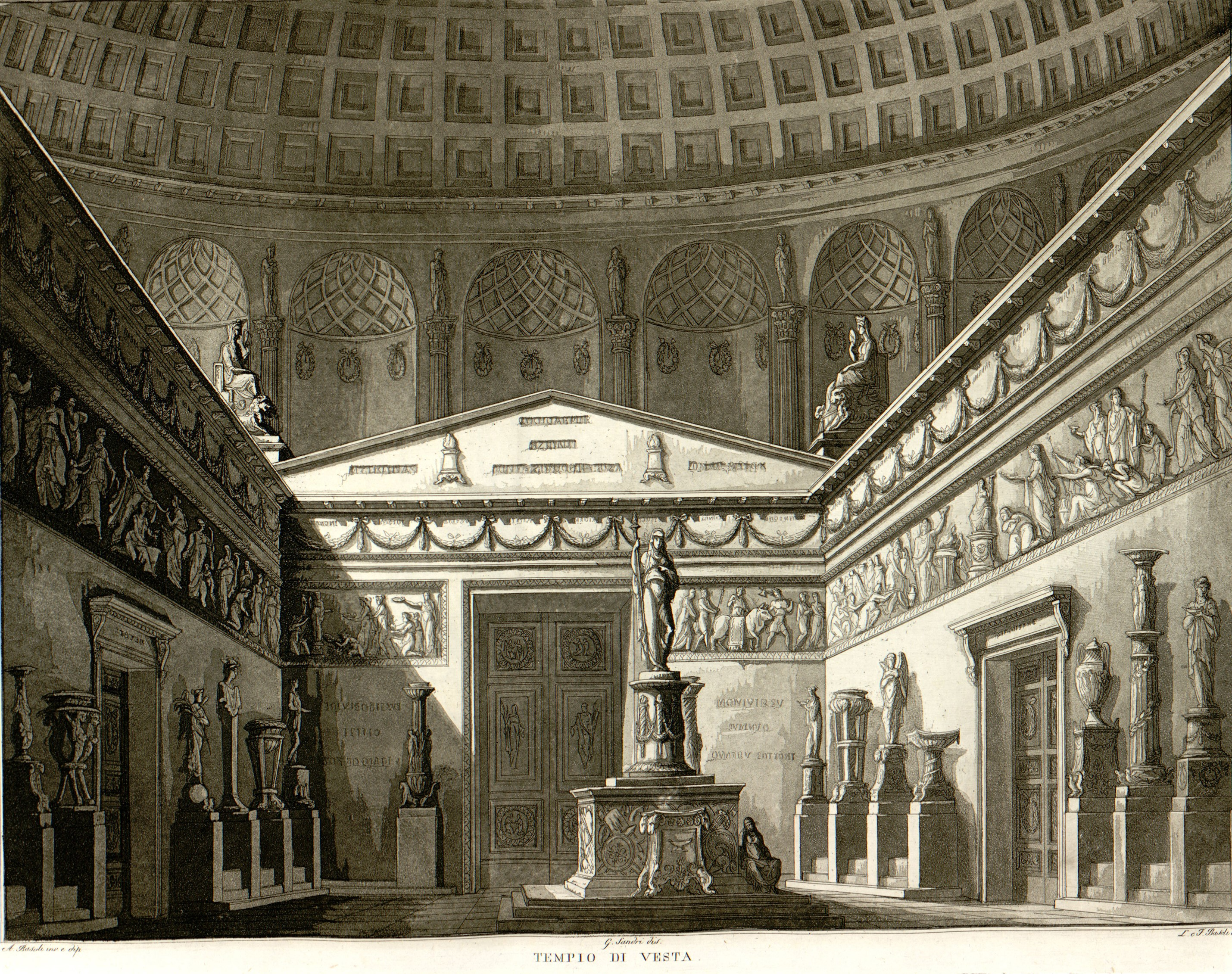
Skiss av scenografin av Antonio Basoli

Fältherren Licinio, som av kärlek till den sköna Julia tidigare har dragit ut i strid mot gallerna, återvänder i triumf. Men Julia har under tiden blivit vestal för att ära sin avlidne far. Detta innebär livslång kyskhet eller döden. Julia utses till att kröna Licinio med lagerkransen. Denne tar tillfället i akt och låter henne veta att han skall besöka henne samma natt. Han vill föra bort henne.
Akt II
Inuti Vestas tempel brinner den heliga lågan. Julia har denna natt fått i uppgift att vaka över den heliga lågan som aldrig får slockna. Licinio tränger in i templet för att föra bort henne, men Julia motsätter sig detta och under tiden slocknar den heliga lågan. Pontifex Maximus vill veta namnet på den skyldige, men Julia yppar inte Licinios namn och döms därför till att begravas levande.
Akt III
Licinio ber förgäves om att Julias liv skall sparas och bekänner rent av själv sin skuld till att ha släckt den heliga lågan, men hans försök att rädda henne avvisas. Julia stiger ned i graven för att bli levande begravd. Men när hennes slöja placeras på altaret bryter ett oväder ut och en blixt antänder slöjan, så att den heliga lågan börjar brinna igen: ett tecken på att gudinnan har förlåtit Julia. Lucinio och Julia vigs och det blir till en stor glädjefest.

## Berömda arior
- Akt 1. E l'amore un mostro (Licinius)
- Akt 2. Tu che invoco ... Su questo sacro altare (Julia)
- Akt 3. Caro ogetto (Julia)